# Сакапоастла
Сакапоастла (исп. Zacapoaxtla) — город в Мексике, в штате Пуэбла, входит в состав одноименного муниципалитета и является его административным центром. Численность населения, по данным переписи 2020 года, составила 9149 человек.

## Общие сведения
Название Zacapoaxtla с языка науатль можно перевести как: место подсчёта травы или сена.
Датой основания поселения считается 1270 года, когда после извержения вулкана Апастепек было разрушено поселение Сальтельи, а его жители были вынуждены переселиться и основать новое поселение. Им приходилось платить дань пучками травы, что стало причиной названия поселения.
В 1524 году регион был колонизирован испанцами, а поселение стало энкомьендой под управлением конкистадора Хасинто Порттильо.
В 1612 году была освещена церковь апостолов Петра и Павла, а в 1798 году стала приходом.
В 1864 году поселению был присвоен статус города.
1 июня 1996 года в Сакапоастле был открыт высший технологический институт.
Поселение расположено в 140 км к северо-востоку от столицы штата, города Пуэбла-де-Сарагоса, на региональной трассе 575.

## Население
| Год  | Численность | Численность |
| ---- | ----------- | ----------- |
| 2010 | 8384        | [ 7 ]       |
| 2020 | 9149        | [ 8 ]       |